# João Ferrão
João Manuel Machado Ferrão (17 de Novembro de 1952) é um geógrafo e investigador português e foi Secretário de Estado do Ordenamento do Território e das Cidades entre 2005 e 2009.

## Biografia
João Ferrão licenciou-se em Geografia na Faculdade de Letras da Universidade de Lisboa, em 1975, e doutorou-se na mesma universidade, em Geografia, na especialidade de Geografia Humana, em 1986, com uma tese intitulada Indústria e Valorização do Capital: uma Análise Geográfica. 
A sua principal área de investigação situa-se nos domínios do ordenamento do território e das políticas de desenvolvimento local e regional, onde tem um conjunto de trabalhos publicados.
É atualmente investigador coordenador do Instituto de Ciências Sociais da Universidade de Lisboa.
João Ferrão foi Secretário de Estado do Ordenamento do Território e das Cidades no XVII Governo Constitucional de Portugal (2005-2009).
Desde 2022, é sócio efetivo da Classe de Letras da Academia das Ciências de Lisboa (8.ª Secção - Geografia e Ordenamento do Território).